# کارین لگولت
کارین لگولت (به انگلیسی: Karine Legault) (زادهٔ ۴ اوت ۱۹۷۸) شناگر اهل کانادا است.